# Brittiska Guyana
Brittiska Guyana äldre namn Brittiska Guayana var en brittisk besittning vid Sydamerikas nordkust, vilket senare kom att bli det självständiga landet Guyana.
Huvudstad var Georgetown (känd som Stabroek fram till 1812).

## Förvaltning
Guyana delades i 4 counties (grevskap): Berbice, med huvudstaden New Amsterdam, Demerara, med huvudstaden Georgetown, som även var hela kolonins huvudstad, Essequibo, med huvudstaden Bartica, och Nordvästdistriktet, med huvudstaden Morawhanna. Den viktigaste hamnstaden är Georgetown, därefter New Amsterdam.
Styrelsen utövades av en av kronan utnämnd guvernör och ett verkställande råd (fem ämbetsmän och tre andra
av kronan utnämnda ledamöter). Lagstiftningsmakten tillkom guvernören och court of policy, som räknar 15 ledamöter: sju ämbetsmän och åtta, som valdes av inregistrerade valmän (omkring 2 900 år 1909). För bevillningsfrågor kompletterades court of policy med andra sex valda ledamöter (combined court). 

## Historia
Området bosattes av Nederländerna från 1600-talet vid besittningar som Essequibo, Demerara och Berbice. De erövrades av britterna 1796, återfördes till nederländarna 1802, men erövrades året därpå återigen av britterna. Landområdet gavs officiellt bort till britterna 1814 och slogs samman till en enda besittning 1831. Efter slaveriets avskaffande 1838 började man införa kulier från Asien, av vilka det 1891 fanns omkring 105 000 från Brittiska Indien och nära 4 000 kineser.
Alltsedan Storbritannien vann Guyana, betraktade det vattenskillnaden vid Orinoco som västlig gräns, varemot Venezuela, såsom Spaniens efterträdare, sedan 1840 gjorde anspråk på allt land väster om Essequibo med undantag av ett litet stycke nära flodmynningen, där det 1590 anlagda nederländska fästet Nya Zeeland låg.
1840 sände brittiska regeringen Robert Hermann Schomburgk till Guyana att kartlägga det omtvistade området. Den av honom föreslagna gränsen, "Schomburgks gräns", gick från Amakurus mynning söderut till trakten av Roraima. Försök till överenskommelse misslyckades. Under tiden upptäcktes guld väster om Schomburgks gräns; såväl venezolaner som britter möttes på det omtvistade området, och Venezuela gav stora koncessioner åt nordamerikaner därstädes.
1896 kom det till en häftig gränstvist, som hotade att övergå till krig. Förenta staterna blandade sig i saken, och presidenten Grover Cleveland åberopade Monroedoktrinen och ville i ett hotande språk förmå Storbritannien att hänskjuta gränsfrågan till en skiljedom. Storbritannien gick med på det, och 15 juni 1899 fastställdes den nuv. gränsen genom en skiljedomstol i Paris, varvid Storbritannien avstod omkring 500 km2 till Venezuela. Gränsen mot Brasilien bestämdes 1904 genom skiljedom av kungen av Italien.
Guyana blev självständigt den 26 maj 1966. Venezuela gör fortfarande anspråk på Guayana Esequiba.